# Nikola Pilić
Nikola Pilić (Split, 27 de Agosto de 1939) é um ex-tenista profissional croata.

## Grand Slam finais

### Simples: 1 (1 vice)
| Posição | Ano  | Campeonato    | Oponente     | Placar        |
| ------- | ---- | ------------- | ------------ | ------------- |
| Vice    | 1973 | Roland Garros | Ilie Năstase | 3–6, 3–6, 0–6 |

### Duplas: 1 (1 título)
| Posição | Ano  | Campeonato | Parceiro       | Oponentes             | Placar             |
| ------- | ---- | ---------- | -------------- | --------------------- | ------------------ |
| Campeão | 1970 | US Open    | Pierre Barthès | Roy Emerson Rod Laver | 6–3, 7–6, 4–6, 7–6 |